# Condylotes karimovi
Condylotes karimovi är en insektsart som beskrevs av Dubovsky 1966. Condylotes karimovi ingår i släktet Condylotes och familjen dvärgstritar. Inga underarter finns listade i Catalogue of Life.